# Langues à Mayotte
Le français est la seule langue officielle de Mayotte,, et bien qu'elle ne soit selon une enquête de 2006, la langue maternelle que de 1,4 % des habitants de l'île, elle est parlée par 63 % des personnes âgées de 14 ans ou plus en 2007. Mais il n'est pas ou peu connu des personnes âgées originaires du monde traditionnel de l'île. Celles-ci, ainsi que la plupart des plus jeunes, maîtrisent une langue africaine bantoue, le mahorais, ou des dialectes du malgache, l'antalaotsi ou le bushi, parlers vernaculaires du sud ou de l'ouest de Mayotte. Le mahorais varie légèrement d'un village à l'autre sous l'influence d'autres dialectes des autres îles Comores. Le mahorais est de facto la lingua franca de la population de Mayotte pour un usage au quotidien.
On estime que l'illettrisme en français concernait en 2000 environ 35 % des hommes et 40 % des femmes. Toutefois cet illettrisme français est aussi causé par une piètre familiarité avec l'alphabet latin. L'illettrisme en arabe est moindre car la langue et l'alphabet arabes sont enseignés avec assiduité dans les madrasas.
Toutefois depuis la dernière décennie de gros efforts sur l'instruction ont été menés par l'État, ce chiffre a donc constamment baissé et l'illettrisme ne concerne qu'une certaine catégorie de la population relativement âgée.

## Statistiques

### Langues maternelles
| R. |
| -- |
| 1  |
| 2  |
| 3  |
| 4  |
| 5  |
| 6  |
| 7  |
| 8  |
| -  |
|    |

| Langue maternelle | %     |
| ----------------- | ----- |
| Mahorais          | 55,1  |
| Anjouanais        | 22,3  |
| Shibushi          | 13,6  |
| Grand comorien    | 7,9   |
| Français          | 1,4   |
| Mohélien          | 0,8   |
| Arabe             | 0,4   |
| Antalaotsi        | 0,2   |
| Autres            | 0,4   |
| Total             | 102,1 |

### Langues parlées
| Langue parlée                                   | %      | #       |
| ----------------------------------------------- | ------ | ------- |
| Parle le français                               | 63,19  | 68 364  |
| Parle le français et au moins une langue locale | 57,00  | 61 668  |
| Parle français, mais aucune langue locale       | 6,19   | 6 696   |
| Ne parle pas le français                        | 36,81  | 39 823  |
| Total                                           | 100,00 | 108 187 |

| Langue parlée       | %      | #      |
| ------------------- | ------ | ------ |
| Mahorais            | 86,42  | 80 140 |
| Français            | 59,07  | 54 784 |
| Malgache            | 25,41  | 23 561 |
| Arabe               | 3,45   | 3 199  |
| Dialectes comoriens | 25,75  | 23 876 |
| Dialectes malgaches | 2,46   | 2 277  |
| Autres              | 4,70   | 4 358  |
| Total               | 100,00 | 92 738 |

### Langues lues et écrites
| Langue lue et écrite              | %      | #       |
| --------------------------------- | ------ | ------- |
| Lit le français                   | 57,60  | 62 316  |
| Lit le français, mais pas l'arabe | 46,97  | 50 815  |
| Lit le français et l'arabe        | 10,63  | 11 501  |
| Lit, mais pas le français         | 23,20  | 25 102  |
| Ne lit aucune langue              | 19,20  | 20 769  |
| Total                             | 100,00 | 108 187 |

| Langue lue et écrite | %      | #      |
| -------------------- | ------ | ------ |
| Français             | 54,57  | 50 607 |
| Mahorais             | 40,80  | 37 840 |
| Arabe                | 33,50  | 31 065 |
| Malgache             | 7,77   | 7 208  |
| Autres               | 10,60  | 9 827  |
| Total                | 100,00 | 92 738 |